# Watch

watch — unix-утилита, которая запускает определённую программу через фиксированный интервал времени, задаваемый опцией -n в секундах (по умолчанию 2). Опция -d включает подсветку изменений в выводе относительно предыдущего запуска. Завершить программу можно с помощью нажатия соответствующих клавиш (обычно <CTRL-C>).

## Использование
- watch [-d] [-n sec] COMMAND [args]

где [args] — опциональные аргументы вызываемой программы COMMAND

## Эмуляция другими командами
- while true; do COMMAND [args]; sleep 1; done